# Argélia nos Jogos Olímpicos de Verão de 1980
A Argélia participou dos Jogos Olímpicos de Verão de 1980 em Moscou, URSS. Não ganhou medalhas.